# Cáritas Española
Cáritas Española es la organización oficial de la Iglesia católica en España para la acción caritativa y social, instituida por la Conferencia Episcopal Española.
Tiene personalidad jurídica propia reconocida civilmente, y se halla inscrita en el Registro de Entidades Religiosas del Ministerio de Justicia de España con el número 372-/0-SE/C, como asociación, desde el 9 de marzo de 1981.

## Organización
Cáritas Española es una confederación formada por 70 Cáritas diocesanas de España y 3 instituciones: Asociación San Vicente de Paul, Conferencia Española de Religiosos (CONFER) y Federación Española de Religiosos Sociosanitarios. La casi totalidad de las Cáritas diocesanas se corresponden con una diócesis territorial española, a excepción de tres que se corresponden a diócesis antiguas que han modificado sus límites y la nueva creación de una Cáritas Castrense en 2013:
- Cádiz (diócesis de Cádiz y Ceuta)
- Ceuta (id.)
- Barcelona (archidiócesis de Barcelona, diócesis de Tarrasa y San Feliu de Llobregat)

Además cuenta con unos Servicios Generales al servicio de todas las diocesanas con sede en Madrid.

## Historia

### Fundación y posguerra

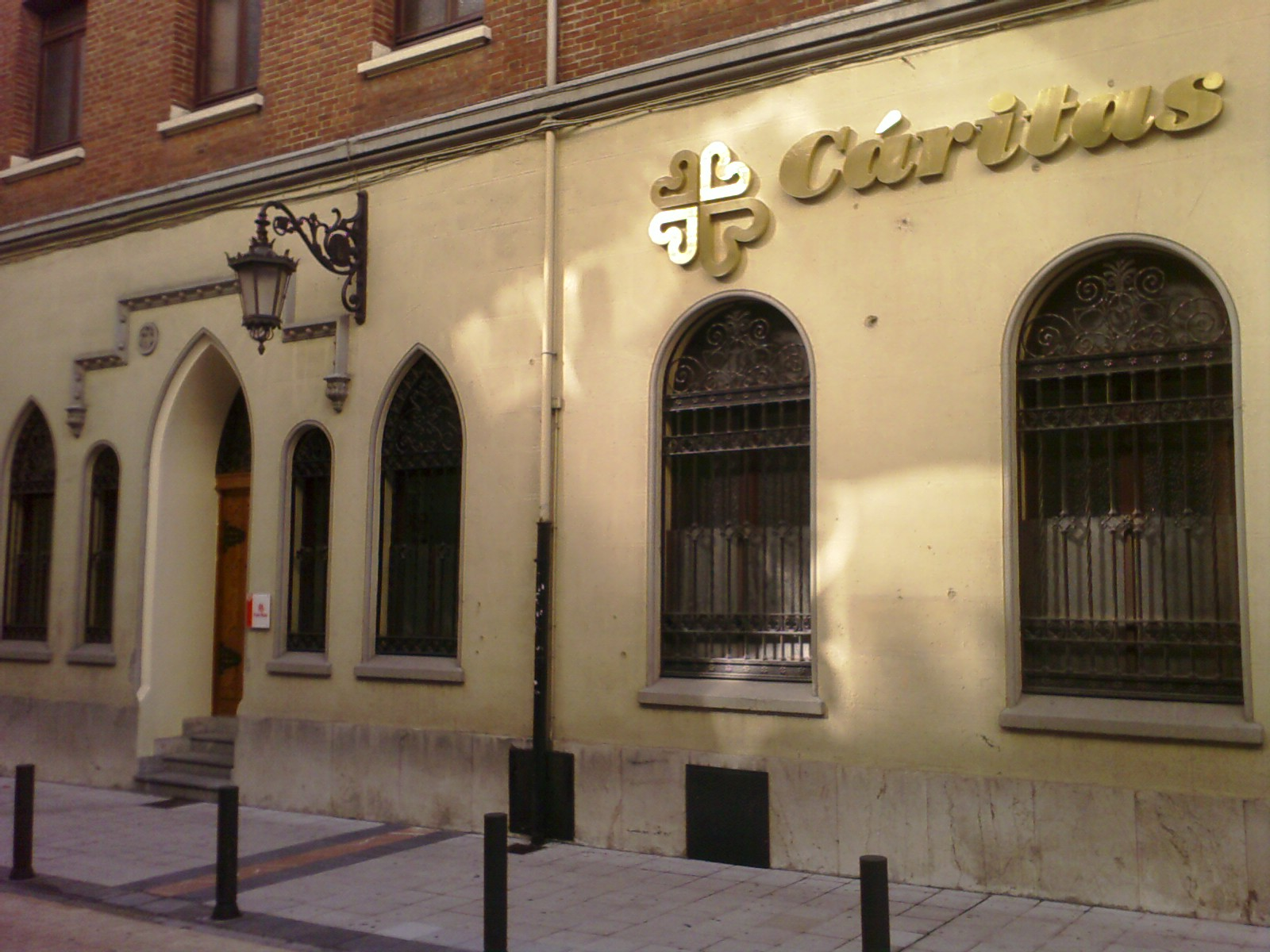
Sede de Cáritas Diocesana de Oviedo

Después de la Guerra Civil de 1936-1939 la situación económica de España era muy grave. Las destrucciones del período bélico, el aislamiento impuesto por la Segunda Guerra Mundial (1939-1945) y el modelo económico autárquico, las malas cosechas, la represión del movimiento obrero y las represalias contra los simpatizantes del bando republicano provocaron la miseria de las capas populares, especialmente en el medio urbano. Los años 1940 fueron conocidos como "los años del hambre".
Tratando de dar respuesta a esa situación de necesidad los obispos españoles lanzaron en 1941-1942 una Campaña Nacional de Caridad. La conciencia de la necesidad de organizar la actividad caritativa impulsó a la Conferencia de Metropolitanos (antecedente de la actual Conferencia Episcopal Española) a crear un Secretariado Nacional de Caridad dentro de la Junta Técnica Superior de la Acción Católica Española, cuyo primer director sería Jesús García-Valcárcel.
Del 27 al 30 de noviembre de 1947 se celebra en Madrid la Asamblea Nacional de Caridad que reunió a representantes de las 43 diócesis entonces existentes en España, de las varias ramas de la Acción Católica Española y de diversas organizaciones caritativas católicas, como las Conferencias de San Vicente de Paúl. Esta asamblea aprobó el reglamento del Secretariado Nacional de Caridad, pidió la constitución de secretariados de ámbito diocesano y parroquial y sentó las bases para su funcionamiento, por lo cual se considera como el momento fundacional de Cáritas Española.
Entre 1948 y 1953 se van creando los diversos Secretariados Diocesanos de Caridad, y en 1954 la Conferencia Española de Religiosos se incorpora al Secretariado Nacional de Caridad. Finalmente en 1957 la Conferencia de Metropolitanos crea la Comisión Episcopal de Caridad y Beneficencia de la Iglesia y constituye Cáritas Española como una entidad con personalidad propia, independiente de Acción Católica.

### Actualidad

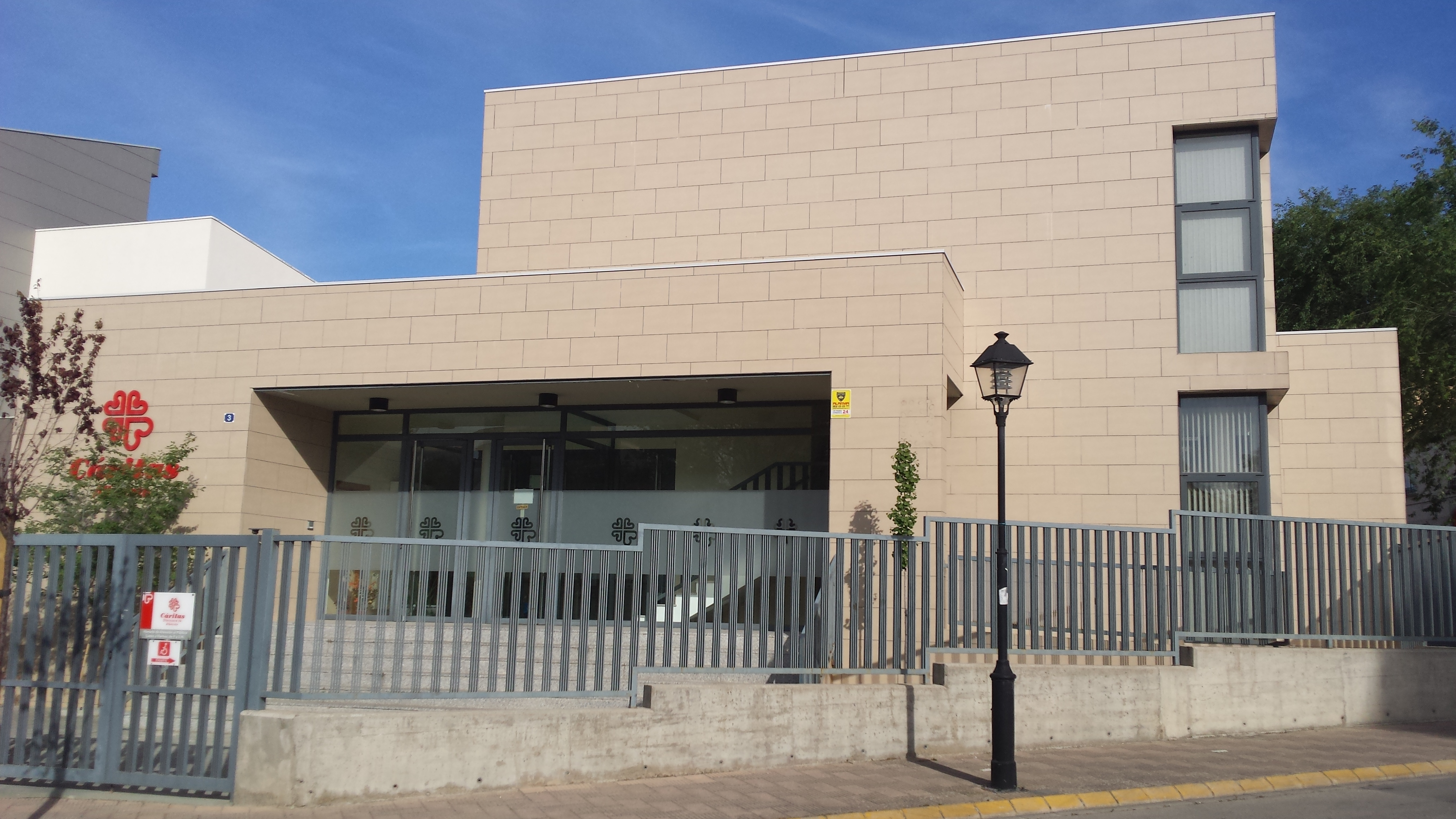
Cáritas Diocesana de Albacete.

Al comienzo del siglo XXI Cáritas Española contaba con 67.248 voluntarios y 4.038 trabajadores. Entre 2001 y 2007, año previo al estallido de la crisis económica, se produce una pérdida de casi 11.000 voluntarios, lo cual obliga a Cáritas a aumentar su plantilla fija (4.481 en 2007). Con la crisis la cifra de voluntarios se recupera y asciende a 70.229 en 2012.
A fecha de diciembre de 2016, Cáritas Española había alcanzado la cifra de 85.000 voluntarios y 4.800 trabajadores, integrando más de 6.000 Cáritas parroquiales. Durante el año de 2016, aun notándose los efectos de la crisis económica de 2008 en España, Cáritas invirtió 358 millones de euros, aumentando un 9% respecto al año pasado. De dichas aportaciones, tres cuartas partes eran donaciones privadas. Con estos fondos, la ONG afirmaba haber ayudado a casi 3,5 millones de personas, tanto fuera como dentro de España.
En 2017 fueron elegidos presidente el exmilitar Manuel Bretón Romero y la experta en comunicaciones Natalia Peiro Pérez como secretaria general.

## Logotipo
El logotipo de Cáritas Española está formado por cuatro corazones con sus picos reunidos en el centro, y colocados formando una cruz entre ellos. Uno de los corazones, el inferior derecho, es mayor que los otros tres, que son iguales. Fue creado por Eduardo Requena.

## Premios
Cáritas Española recibió el Premio Príncipe de Asturias de la Concordia en el año 1999 por "su ejemplar labor en la promoción de la solidaridad, en una dimensión a un tiempo local y universal mediante una lucha tenaz contra la injusticia y la pobreza, que eleva la conciencia moral de la sociedad".
En 2011 la organización recibe el Premio Senda a la responsabilidad social.
En 2013 recibe por el Consejo de Ministros la Gran Cruz de la Orden Civil de la Solidaridad Social del 2012 junto a la ONCE y otras personalidades.

## Datos económicos
En el año 2007 invirtió 200.278.373,27 € a través de sus diferentes programas, correspondiendo un 6,93% de ese total a los gastos de gestión y administración (184.508.619,99 € y 7,88%, respectivamente, en 2006). Los Servicios Generales de Cáritas Española gestionaron directamente 25.688.602,78 €, el 12,83% del monto total (25.215.591,95 € y 13,67% en 2006). Esta cantidad es superior a cualquiera de las cantidades invertidas por autonomía.[cita requerida][actualizar]
Los programas con mayor inversión fueron:
- Cooperación internacional
- Mayores
- Empleo
- Acogida
- Personas sin hogar

### Procedencia de los fondos
La procedencia mayoritaria de los fondos invertidos es privada (75% en 2016), siendo los donativos particulares la mayor fuente de financiación (29,4% en 2007, 33,12% en 2006). La financiación pública corresponde a la administración autonómica, a la central, a la local y a la procedente de la Unión Europea, por orden de importancia.
Según el director de Cáritas Diocesana de Barcelona, Jordi Roglà, la Conferencia Episcopal Española aporta anualmente un donativo de 5 millones de euros (el 1,85 % del total de financiación de Cáritas España).

## Publicaciones
Las publicaciones de Cáritas Española más significativas son: 
- Cáritas, revista de tirada mensual
- Corintios XIII: revista de Teología de la Caridad
- Documentación Social: revista de sociología aplicada

Además, Cáritas Española como editorial posee un amplio catálogo de publicaciones, disponibles en su página web.

## Afiliaciones nacionales e internacionales
Cáritas Española forma parte de la organización internacional Caritas Internationalis desde sus inicios en 1951. El entonces Director del Secretariado Nacional de Caridad (antecesor de Cáritas Española), Jesús García Valcárcel, fue uno de los juristas encargados de redactar el proyecto de estatutos de Caritas Internacionalis. Cáritas Española es asimismo miembro de la Región Europa, una de las siete regiones de esta organización internacional (Caritas Europa).
Cáritas Española es miembro de la Coordinadora de ONG para el Desarrollo de España, de la Plataforma de ONG de Acción Social de España y de la Plataforma del Voluntariado de España. Cáritas Española también está ligada a la fundación FOESSA (Fomento de Estudios Sociales y de Sociología Aplicada), siendo automáticamente elegido director ejecutivo de ésta al asumir el cargo de secretario general de Cáritas.